# Liste des titres musicaux numéro un en Autriche en 2001
Cette page liste les titres numéro un dans les meilleures ventes de disques en Autriche pour l'année 2001.

## Classement des singles
| №  | Date         | Artiste                               | Titre                        |
| -- | ------------ | ------------------------------------- | ---------------------------- |
| 1  | 5 janvier    | Gigi d'Agostino                       | La passion                   |
| 2  | 12 janvier   | Gigi d'Agostino                       | La passion                   |
| 3  | 19 janvier   | Eminem feat. Dido                     | Stan                         |
| 4  | 26 janvier   | Eminem feat. Dido                     | Stan                         |
| 5  | 2 février    | Eminem feat. Dido                     | Stan                         |
| 6  | 9 février    | Gigi d'Agostino & Albertino           | Super                        |
| 7  | 16 février   | Gigi d'Agostino & Albertino           | Super                        |
| 8  | 23 février   | No Angels                             | Daylight in Your Eyes        |
| 9  | 2 mars       | No Angels                             | Daylight in Your Eyes        |
| 10 | 9 mars       | No Angels                             | Daylight in Your Eyes        |
| 11 | 16 mars      | No Angels                             | Daylight in Your Eyes        |
| 12 | 23 mars      | No Angels                             | Daylight in Your Eyes        |
| 13 | 30 mars      | No Angels                             | Daylight in Your Eyes        |
| 14 | 6 avril      | Crazy Town                            | Butterfly                    |
| 15 | 13 avril     | Wheatus                               | Teenage Dirtbag              |
| 16 | 20 avril     | Wheatus                               | Teenage Dirtbag              |
| 17 | 27 avril     | Wheatus                               | Teenage Dirtbag              |
| 18 | 4 mai        | Wheatus                               | Teenage Dirtbag              |
| 19 | 11 mai       | Wheatus                               | Teenage Dirtbag              |
| 20 | 18 mai       | Atomic Kitten                         | Whole Again                  |
| 21 | 25 mai       | Atomic Kitten                         | Whole Again                  |
| 22 | 1er juin     | Atomic Kitten                         | Whole Again                  |
| 23 | 8 juin       | Atomic Kitten                         | Whole Again                  |
| 24 | 15 juin      | Shaggy feat. Rayvon                   | Angel                        |
| 25 | 22 juin      | Shaggy feat. Rayvon                   | Angel                        |
| 26 | 29 juin      | Shaggy feat. Rayvon                   | Angel                        |
| 27 | 6 juillet    | Shaggy feat. Rayvon                   | Angel                        |
| 28 | 13 juillet   | Shaggy feat. Rayvon                   | Angel                        |
| 29 | 20 juillet   | Shaggy feat. Rayvon                   | Angel                        |
| 30 | 27 juillet   | Shaggy feat. Rayvon                   | Angel                        |
| 31 | 3 août       | Shaggy feat. Rayvon                   | Angel                        |
| 32 | 10 août      | Uncle Kracker                         | Follow Me                    |
| 33 | 17 août      | Uncle Kracker                         | Follow Me                    |
| 34 | 24 août      | Max.Brothers. (de) feat. Kanui & Lula | Oua Oua                      |
| 35 | 31 août      | Max.Brothers. (de) feat. Kanui & Lula | Oua Oua                      |
| 36 | 7 septembre  | Max.Brothers. (de) feat. Kanui & Lula | Oua Oua                      |
| 37 | 14 septembre | Max.Brothers. (de) feat. Kanui & Lula | Oua Oua                      |
| 38 | 21 septembre | No Angels                             | There Must Be an Angel       |
| 39 | 28 septembre | No Angels                             | There Must Be an Angel       |
| 40 | 5 octobre    | Kylie Minogue                         | Can't Get You Out of My Head |
| 41 | 12 octobre   | Kylie Minogue                         | Can't Get You Out of My Head |
| 42 | 19 octobre   | Kylie Minogue                         | Can't Get You Out of My Head |
| 43 | 26 octobre   | Kylie Minogue                         | Can't Get You Out of My Head |
| 44 | 2 novembre   | Kylie Minogue                         | Can't Get You Out of My Head |
| 45 | 9 novembre   | Kylie Minogue                         | Can't Get You Out of My Head |
| 46 | 16 novembre  | Kylie Minogue                         | Can't Get You Out of My Head |
| 47 | 23 novembre  | Kylie Minogue                         | Can't Get You Out of My Head |
| 48 | 30 novembre  | Afroman                               | Because I Got High           |
| 49 | 7 décembre   | Afroman                               | Because I Got High           |
| 50 | 14 décembre  | Bro'Sis                               | I Believe                    |
| 51 | 21 décembre  | Bro'Sis                               | I Believe                    |
| 52 | 28 décembre  | Bro'Sis                               | I Believe                    |

## Classement des albums
| №  | Date         | Artiste                                                            | Titre                                    |
| -- | ------------ | ------------------------------------------------------------------ | ---------------------------------------- |
| 1  | 5 janvier    | The Beatles                                                        | 1                                        |
| 2  | 12 janvier   | The Beatles                                                        | 1                                        |
| 3  | 19 janvier   | Orchestre philharmonique de Vienne Direction: Nikolaus Harnoncourt | Neujahrskonzert 2001                     |
| 4  | 26 janvier   | Orchestre philharmonique de Vienne Direction: Nikolaus Harnoncourt | Neujahrskonzert 2001                     |
| 5  | 2 février    | Eminem                                                             | The Marshall Mathers LP                  |
| 6  | 9 février    | Eminem                                                             | The Marshall Mathers LP                  |
| 7  | 16 février   | Eminem                                                             | The Marshall Mathers LP                  |
| 8  | 23 février   | Eminem                                                             | The Marshall Mathers LP                  |
| 9  | 2 mars       | Eminem                                                             | The Marshall Mathers LP                  |
| 10 | 9 mars       | Gigi d'Agostino                                                    | Tecno fes Vol. 2                         |
| 11 | 16 mars      | Dido                                                               | No Angel                                 |
| 12 | 23 mars      | No Angels                                                          | Elle’ments                               |
| 13 | 30 mars      | No Angels                                                          | Elle’ments                               |
| 14 | 6 avril      | No Angels                                                          | Elle’ments                               |
| 15 | 13 avril     | Rammstein                                                          | Mutter                                   |
| 16 | 20 avril     | No Angels                                                          | Elle’ments                               |
| 17 | 27 avril     | Rammstein                                                          | Mutter                                   |
| 18 | 4 mai        | Kurt Ostbahn & Die Kombo                                           | Ohjo                                     |
| 19 | 11 mai       | Destiny's Child                                                    | Survivor                                 |
| 20 | 18 mai       | Destiny's Child                                                    | Survivor                                 |
| 21 | 25 mai       | R.E.M.                                                             | Reveal                                   |
| 22 | 1er juin     | R.E.M.                                                             | Reveal                                   |
| 23 | 8 juin       | R.E.M.                                                             | Reveal                                   |
| 24 | 15 juin      | Radiohead                                                          | Amnesiac                                 |
| 25 | 22 juin      | Radiohead                                                          | Amnesiac                                 |
| 26 | 29 juin      | Rainhard Fendrich                                                  | Männersache                              |
| 27 | 6 juillet    | Rainhard Fendrich                                                  | Männersache                              |
| 28 | 13 juillet   | Rainhard Fendrich                                                  | Männersache                              |
| 29 | 20 juillet   | Rainhard Fendrich                                                  | Männersache                              |
| 30 | 27 juillet   | Rainhard Fendrich                                                  | Männersache                              |
| 31 | 3 août       | Rainhard Fendrich                                                  | Männersache                              |
| 32 | 10 août      | Rainhard Fendrich                                                  | Männersache                              |
| 33 | 17 août      | Rainhard Fendrich                                                  | Männersache                              |
| 34 | 24 août      | Rainhard Fendrich                                                  | Männersache                              |
| 35 | 31 août      | Rainhard Fendrich                                                  | Männersache                              |
| 36 | 7 septembre  | HIM                                                                | Deep Shadows and Brilliant Highlights    |
| 37 | 14 septembre | Bande originale                                                    | Bridget Jones – Schokolade zum Frühstück |
| 38 | 21 septembre | Bande originale                                                    | Bridget Jones – Schokolade zum Frühstück |
| 39 | 28 septembre | Bande originale                                                    | Bridget Jones – Schokolade zum Frühstück |
| 40 | 5 octobre    | Tracy Chapman                                                      | The Collection                           |
| 41 | 12 octobre   | Enya                                                               | A Day without Rain                       |
| 42 | 19 octobre   | Kylie Minogue                                                      | Fever                                    |
| 43 | 26 octobre   | Enya                                                               | A Day without Rain                       |
| 44 | 2 novembre   | Kylie Minogue                                                      | Fever                                    |
| 45 | 9 novembre   | Lenny Kravitz                                                      | Lenny                                    |
| 46 | 16 novembre  | Britney Spears                                                     | Britney                                  |
| 47 | 23 novembre  | Madonna                                                            | GHV2                                     |
| 48 | 30 novembre  | Robbie Williams                                                    | Swing When You're Winning                |
| 49 | 7 décembre   | Robbie Williams                                                    | Swing When You're Winning                |
| 50 | 14 décembre  | Robbie Williams                                                    | Swing When You're Winning                |
| 51 | 21 décembre  | Robbie Williams                                                    | Swing When You're Winning                |
| 52 | 28 décembre  | Robbie Williams                                                    | Swing When You're Winning                |